# Elles ne pensent qu'à ça...
Elles ne pensent qu'à ça... è un film del 1994 scritto e diretto da Charlotte Dubreuil, la sceneggiatura è basata su un fumetto di Georges Wolinski.

## Trama
Appena arrivata a New York, Margaux incontra sua figlia Jess, che ha tentato il suicidio. Vive con Vic, che non la soddisfa più. Il suo ex, suo padre e il suo migliore amico, ricompaiono presto nella vita di Jess, migliorando così la situazione.